# Station Citeras
Station Citeras is een spoorwegstation in Citeras in de Indonesische provincie Banten.

## Bestemmingen
- Banten Ekspres naar Station Jakarta Kota en Station Merak
- Patas Merak naar Station Jakarta Kota en Station Merak
- Rangkas Jaya naar Station Rangkasbitung en Station Tanahabang